# Joseph Bonnier de la Mosson
Joseph Bonnier de la Mosson (ou Joseph II Bonnier de la Mosson), né le 6 septembre 1702 à Montpellier et mort le 26 juillet 1744, est un financier et riche collectionneur français du XVIIIe siècle.

## Biographie

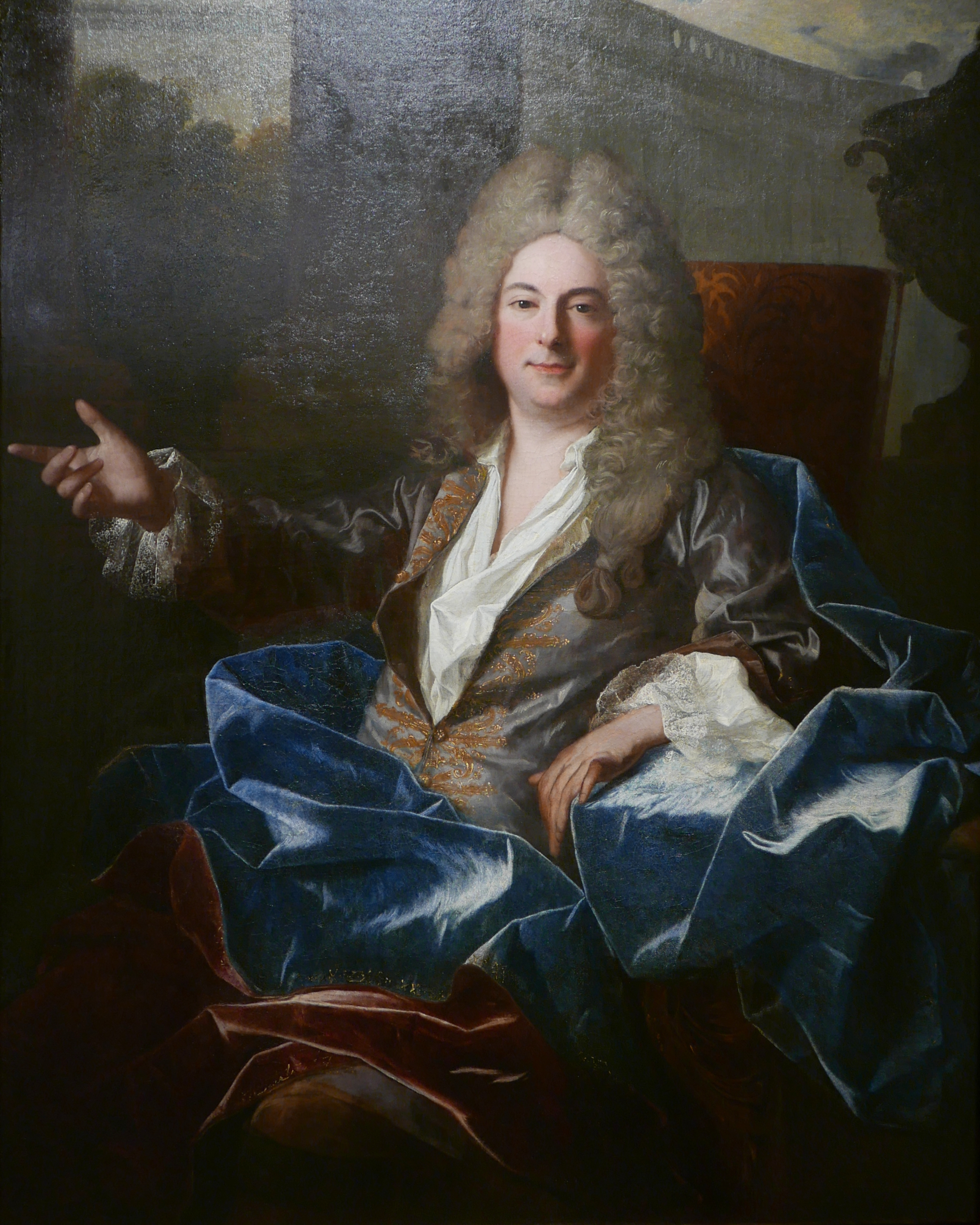
Portrait de Joseph Ier Bonnier de la Mosson, par Jean Ranc (entre ca. 1710 et ca. 1722). Musée Fabre, Montpellier.

Joseph II Bonnier de la Mosson nait à Montpellier, paroisse Sainte Anne, le 6 septembre 1702, fils de Joseph Ier Bonnier et de son épouse, Anne Melon. Son arrière grand-père, Anthoine Bonnier, originaire de Saussan, marié à Marie de Laurier, était marchand drapier chaussetier. Le père de Joseph Ier est Antoine Bonnier, marié à Renée d'Haudessan, fille du président de la Cour des Comptes Aides et Finances de Montpellier. Il obtient la charge de directeur des affaires du Roi, achète la baronnie de La Mosson, Alco, Juvignac… De cette union naissent : Antoine Bonnier d'Alco, lui aussi Président de la C.C.A.F et un autre fils, Joseph Ier Bonnier de la Mosson (1676-1726).
Ce dernier devient un financier montpelliérain, tenant la charge de trésorier général des États de Languedoc. Il est directeur des affaires du Roi. L'achat d'une charge de Conseiller secrétaire du Roi, Maison et Couronne de France, en 1710, le fait accéder à la Noblesse. Son épouse est la fille de Guillaume Melon, ancien receveur des tailles. De ce mariage, naissent Joseph II Bonnier de la Mosson et une fille, Anne.
L'éducation de Joseph II est particulièrement soignée, et se poursuit tard dans l'adolescence ; en 1720, son père engage ainsi un pédagogue parisien en qualité de gouverneur. En 1725, son père acquiert pour lui le prestigieux régiment de dragons du dauphin. A seulement 22 ans, il en devient le colonel. Il est aussi bailli et capitaine des chasses de la varenne des Tuileries. Son père fait également l'acquisition du marquisat du Mesnil-Garnier et de la vicomté de Villemur.
En 1726, il hérite des charges de son père, décédé au Talles, à Montpellier, le 16 novembre 1726, et hérite de la baronnie de la Mosson. Sa mère décède à Paris, paroisse Saint-Sulpice, le 16 août 1727. Il se trouve alors à la tête d'une importante fortune et titulaire de la très rentable charge de trésorier général des États de Languedoc, c'est-à-dire collecteur des impôts du Languedoc.

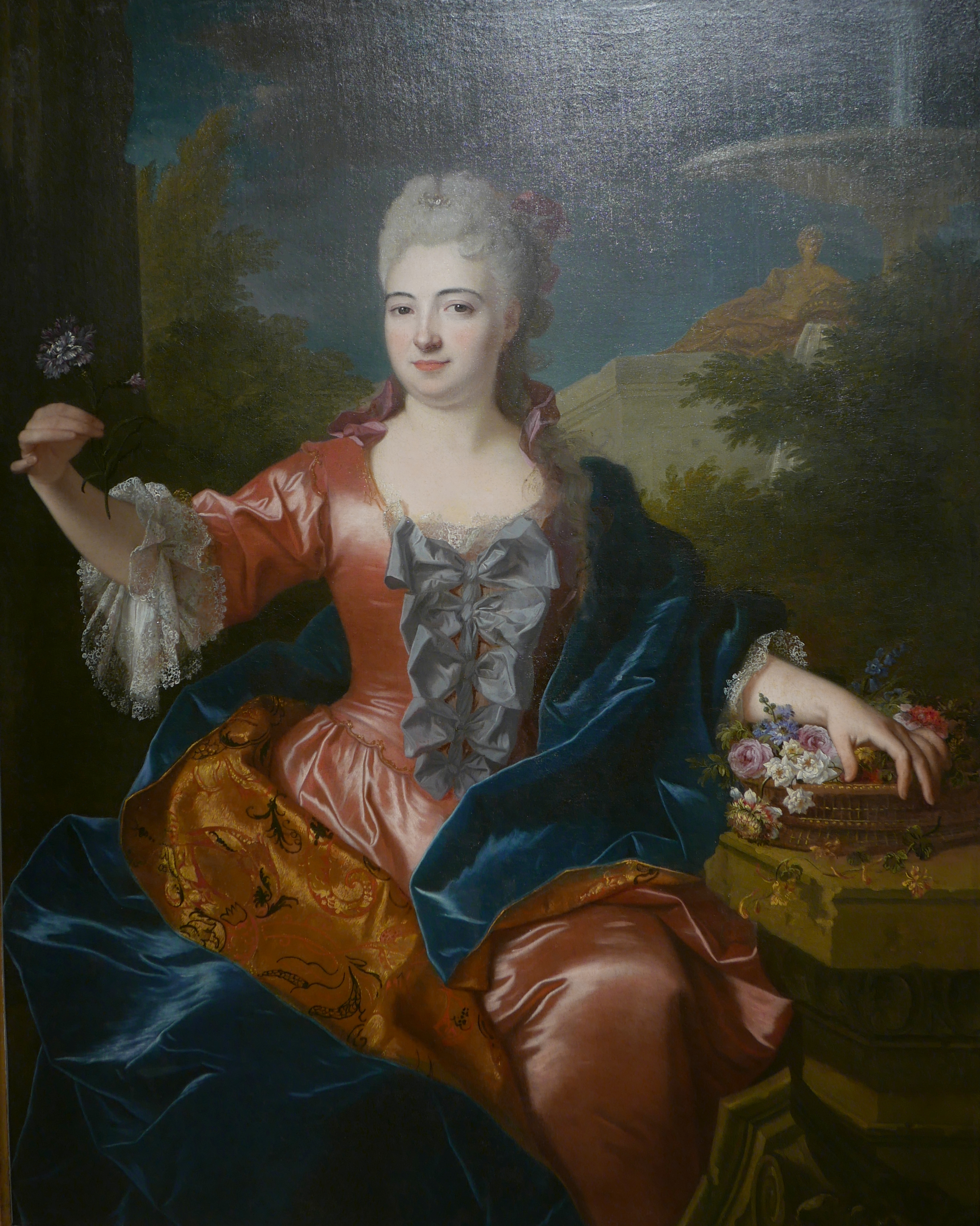
Portrait d'Anne Melon, mère de Joseph II, par Jean Ranc (1702). Musée Fabre, Montpellier.

C'est alors, en 1726, qu'il achète l'hôtel de Lude, à Paris, rue Saint-Dominique, où il va installer ses collections.
Cet hôtel, construit vers 1710 par l'architecte Robert de Cotte, se trouvait à l'emplacement de l'actuel 244, boulevard Saint-Germain. Il sera démoli en 1861 .
En 1727, il choisit la vie civile et revend son régiment. Il achève la construction de la folie du château de la Mosson, près de Montpellier, que son père a débuté en 1723. Les travaux sont achevés en 1729.
Grand amateur d'Art et de Science, il devient célèbre auprès de ses contemporains pour les collections qu'il amasse à grands frais et installe dans son hôtel parisien de la rue Saint-Dominique au sein de son cabinet de curiosités.
Bibliophile, il se constitue, comme ses parents l'avaient fait avant lui, une bibliothèque de livres reliés à ses armoiries.
Très dépensier, il dilapide ses revenus en couvrant ses maîtresses successives de cadeaux et en fêtes somptueuses.
À sa mort en 1744, le château de La Mosson est vendu par sa veuve, puis démantelé par l'acquéreur. Les statues, vases, pots à feu ornent aujourd'hui les jardins de la Fontaine à Nîmes.

### Cabinet de curiosités
Le cabinet de curiosités de Joseph Bonnier de la Mosson, situé dans son hôtel particulier, connu à l'époque sous le nom d'hôtel de Lude et situé alors 58-60 rue Saint-Dominique, à Paris, était exemplaire par sa taille et son contenu sous le règne de Louis XV.
Il occupait sept pièces en enfilade et réunissait un laboratoire ou cabinet de chimie, une apothicairie ou cabinet de pharmacie, un cabinet du tour, un droguier ou cabinet des drogues, deux cabinets d'histoire naturelle (le cabinet des animaux en fioles et le cabinet des animaux desséchés), et un cabinet de mécanique et de physique. Une bibliothèque renfermait en outre un millier de coquillages, un petit corridor présentait diverses pièces anatomiques et un appartement d'été abritait un herbier, des médailles, des tableaux, des porcelaines, des bijoux, etc.
Jacques de Lajoüe (1686-1761) a peint le cabinet de curiosités de Bonnier de la Mosson. À la mort de Bonnier de la Mosson en 1744, sa veuve fait vendre aux enchères le contenu du cabinet, après en avoir fait dresser un inventaire illustré par le marchand d'art Edme-François Gersaint. La bibliothèque fait aussi l'objet d'une dispersion aux enchères, précédée par l'impression d'un catalogue .
Les boiseries sculptées du cabinet aux insectes et animaux desséchés sont achetées par Buffon pour le jardin du roi ; classées monuments historiques en 1979, elles sont, depuis la fin de leur restauration en 1994, visibles dans la médiathèque du Muséum national d'histoire naturelle à Paris.

### Mariage et descendance

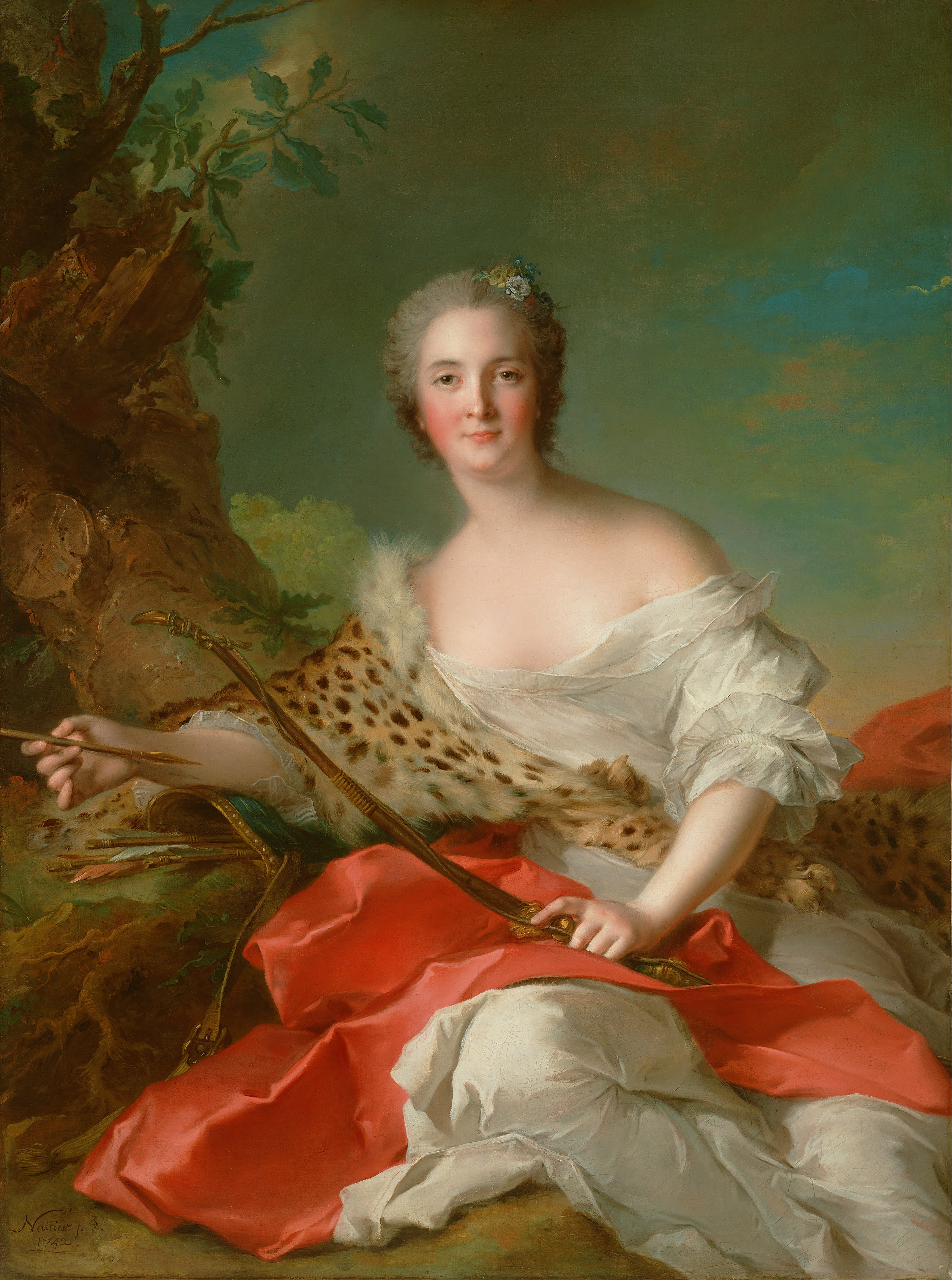
Portrait de Madame Bonnier de la Mosson en Diane
1742 par Jean-Marc Nattier
Los Angeles, J. Paul Getty Museum

Joseph Bonnier de La Mosson épouse dans la chapelle du château du Vaudreuil, à Notre-Dame du Vaudreuil, aujourd'hui Le Vaudreuil (Eure), le 16 août 1740 , Constance Gabrielle Madeleine du Moucel de Louraille, née à Rouen, paroisse Sainte Croix Saint Ouen, le 31 mars 1719, fille de Jacques Alexandre Henri du Moucel, chevalier, seigneur de Louraille, La Rivière Bourdet, conseiller du Roi en ses conseils, président à mortier au Parlement de Normandie, et de Marie Madeleine Cécile Maignart de Bernières. Elle est issue d'une lignée de parlementaires normands . Veuve à 25 ans, elle se remarie avec Louis Gabriel de Batz, marquis de Castelmore et décède le 9 juillet 1764. De ce second mariage, est issu un fils, Louis Constantin de Batz de Castelmore (1747-1827), qui eut deux filles : Louise-Constance (1775) et Aglaé-Rosalie-Victorine (1776).
Tous deux n'ont qu'une fille, Renée Bonnier de La Mosson, née au château de La Mosson, paroisse de Juvignac, le premier octobre 1741 et morte en bas âge, en 1753 à Paris.
La sœur de Joseph Bonnier de La Mosson, Anne, épouse Michel Ferdinand d'Albert d'Ailly, duc de Picquigny, puis duc de Chaulnes, avec qui elle a également un unique enfant mort sans postérité. Elle se remarie avec Martial de Giac  et décède à Paris, paroisse Saint-Jacques-du-Haut-Pas, le 4 décembre 1782 ,.
La famille Bonnier de La Mosson s'éteint ainsi.

### Portraits de famille
Le portrait de Joseph II Bonnier de La Mosson, achevé en 1745, après la mort du modèle, est peint à l'huile sur toile par Jean-Marc Nattier. Il fut exposé au Salon de 1746. Ce portrait est aujourd'hui conservé aux États-Unis, à la National Gallery of Art de Washington .
Jean Marc Nattier peignit aussi le portrait de son épouse, Constance Gabrielle Madeleine du Moucel de Louraille, exposé au Salon de 1742, et aujourd'hui conservé au J. Paul Getty Museum de Los Angeles, celui de sa sœur, Anne et celui de l'époux de celle-ci, le duc de Chaulnes. Ces quatre effigies furent exposées à la rétrospective Nattier organisée à Versailles fin 1999-début 2000.
Le portrait de Joseph I Bonnier de La Mosson et celui de son épouse, Anne Melon, ont été peints en 1702 par le peintre montpelliérain Jean Ranc, formé à Paris par Hyacinthe Rigaud. Le portrait de Joseph I Bonnier de La Mosson fut exposé au Salon de 1704. Ces deux portraits, authentifiés par l'expert Stephan Perreau, sont vendus aux enchères le 19 avril 2017 à l'hôtel Drouot par l'étude Lombrail & Teucquam  et achetés par le Musée Fabre de Montpellier.

## Armoiries
La famille Bonnier de la Mosson portait : de gueule à sept burelles d'or, au chef chargé de trois gerbes d'or liées de même. Le tout était surmonté d'une couronne de marquis.

### Sources
- Généalogie de la famille Bonnier de Saussan 34
- Louis Grasset-Morel, Les Bonnier, ou Une famille de financiers au XVIIIe siècle, Paris, Dentu, 1886, VII+326 (lire en ligne sur Gallica)
- Christine Favre-Lejeune, Les Secrétaires du Roi de la Grande Chancellerie de France, Dictionnaire biographique et généalogique (1672-1789), tome 1, 1986, Paris, SEDOPOLS, p. 246-247
- Thierry Claeys, Dictionnaire biographique des Financiers en France au XVIIIe siècle, tome 1, 2006, Paris, Editions SPM, p. 274-280